# Telipogon alexii
Telipogon alexii är en orkidéart som beskrevs av Norris Hagan Williams och Robert Louis Dressler. Telipogon alexii ingår i släktet Telipogon och familjen orkidéer.
Artens utbredningsområde är Ecuador. Inga underarter finns listade i Catalogue of Life.